# كلام صدري
الكلام الصدري (بالإنجليزية: Pectoriloquy) هي ظاهر تحدث عند تسمع الرئة، حيث تحدث زيادة في الرنين.
الكلام الصدري يشمل الثغاء واللغط القصبي (أو التكلم الصدري القصبي).